# Fred Huntley
Fred Huntley (Londra, 29 agosto 1862 – Hollywood, 1º novembre 1931) è stato un attore e regista inglese.
Lavorò negli Stati Uniti: interpretò almeno 126 film e ne diresse 34.

## Biografia
Nato a Londra nel 1862, fece il suo debutto teatrale sulle scene nel 1879 al Covent Garden. Per molti anni attore principale della Carleton Opera Company, passò poi al cinema, cominciando nel 1911 la sua nuova carriera come attore, sceneggiatore e regista per la Selig Polyscope Company, una compagnia di Chicago molto attiva all'epoca che si era trasferita da qualche anno nel quartiere di Edendale, a Los Angeles, la prima a stabilire degli studios fissi in California.
Dopo la breve parentesi di sceneggiatore, Huntley diventò una presenza fissa nei film della Selig rivestendo in gran parte ruoli di caratterista. Dal 1912 al 1916, diresse oltre una trentina di film. La casa di produzione chiuse i battenti nel 1918 e Huntley si mise a lavorare per altre compagnie: girò con alcune delle attrici più famose dell'epoca, quali Mary Pickford, Gloria Swanson, Norma Talmadge, spesso diretto da registi famosi e prestigiosi: Sidney Franklin, Cecil B. DeMille, Henry King.
Morì a Hollywood per una crisi cardiaca il 1º novembre 1931.

## Filmografia
La filmografia è completa. Quando manca il nome del regista, questo non viene riportato nei titoli

### Attore

#### 1911
- The Still Alarm, regia di Francis Boggs – cortometraggio (1911)
- The Herders, regia di Francis Boggs – cortometraggio (1911)
- Stability vs. Nobility, regia di Hobart Bosworth – cortometraggio (1911)
- The Novice, regia di Francis Boggs – cortometraggio (1911)
- Told in the Sierras, regia di Francis Boggs – cortometraggio (1911)
- The New Faith, regia di Hobart Bosworth – cortometraggio (1911)
- The White Medicine Man, regia di Francis Boggs – cortometraggio (1911)
- It Happened in the West, regia di Hobart Bosworth – cortometraggio  (1911)
- The Profligate, regia di Francis Boggs – cortometraggio (1911)
- The Old Captain – cortometraggio (1911)
- Slick's Romance, regia di Francis Boggs – cortometraggio (1911)
- Their Only Son, regia di Francis Boggs – cortometraggio (1911)
- A Turkish Cigarette – cortometraggio (1911)
- The Regeneration of Apache Kid, regia di Francis Boggs – cortometraggio (1911)
- The Blacksmith's Love, regia di Francis Boggs – cortometraggio (1911)
- Saved from the Snow, regia di Hobart Bosworth – cortometraggio (1911)
- In the Shadow of the Pines, regia di Hobart Bosworth – cortometraggio (1911)
- The Rival Stage Lines, regia di Francis Boggs – cortometraggio (1911)
- The Artist's Sons, regia di Francis Boggs – cortometraggio (1911)
- Making a Man of Him, regia di Francis Boggs – cortometraggio (1911)
- On Separate Paths, regia di Francis Boggs – cortometraggio (1911)
- Captain Brand's Wife, regia di Francis Boggs – cortometraggio (1911)
- The Coquette, regia di Francis Boggs – cortometraggio (1911)
- Old Billy, regia di Francis Boggs – cortometraggio (1911)
- Lieutenant Grey of the Confederacy, regia di Francis Boggs – cortometraggio (1911)
- The Bootlegger, regia di Hobart Bosworth – cortometraggio (1911)
- The New Superintendent, regia di Francis Boggs – cortometraggio (1911)
- The Convert of San Clemente, regia di Hobart Bosworth – cortometraggio (1911)
- Blackbeard, regia di Francis Boggs – cortometraggio (1911)
- An Evil Power, regia di Francis Boggs – cortometraggio (1911)
- A Diamond in the Rough, regia di Francis Boggs – cortometraggio (1911)
- The Maid at the Helm, regia di Francis Boggs – cortometraggio (1911)
- The Little Widow, regia di Francis Boggs – cortometraggio (1911)
- A Modern Rip, regia di Hobart Bosworth – cortometraggio (1911)

#### 1912
- The Peacemaker, regia di Francis Boggs – cortometraggio (1912)
- The Secret Wedding, regia di Frank Montgomery – cortometraggio (1912)
- Merely a Millionaire, regia di Hobart Bosworth – cortometraggio (1912)
- The Test, regia di Frank Montgomery (1912)
- Bunkie, regia di Hobart Bosworth – cortometraggio (1912)
- Disillusioned, regia di Hobart Bosworth – cortometraggio (1912)
- The Danites, regia di Francis Boggs – cortometraggio (1912)
- A Crucial Test, regia di Frank Montgomery – cortometraggio (1912)
- The Ones Who Suffer, regia di Colin Campbell – cortometraggio (1912)
- The Hobo, regia di Hobart Bosworth – cortometraggio (1912)
- A Waif of the Sea, regia di Colin Campbell – cortometraggio (1912)
- Tenderfoot Bob's Regeneration, regia di Frank Montgomery – cortometraggio (1912)
- The End of the Romance, regia di Frank Montgomery – cortometraggio (1912)
- The Hand of Fate, regia di Frank Montgomery – cortometraggio (1912)
- A Humble Hero, regia di Frank Montgomery – cortometraggio (1912)
- A Child of the Wilderness, regia di Hobart Bosworth – cortometraggio (1912)
- The Substitute Model, regia di Hobart Bosworth – cortometraggio (1912)
- Monte Cristo, regia di Colin Campbell – cortometraggio (1912)
- A Sad Devil, regia di Colin Campbell – cortometraggio (1912)
- When Helen Was Elected, regia di Lem B. Parker – cortometraggio (1912)
- Opitsah: Apache for Sweetheart, regia di Colin Campbell – cortometraggio (1912)

#### 1913
- Greater Wealth, regia di Colin Campbell – cortometraggio (1913)
- The Three Wise Men, regia di Colin Campbell – cortometraggio (1913)
- The Early Bird, regia di Colin Camdipbell – cortometraggio (1913)
- The Story of Lavinia, regia di Colin Campbell – cortometraggio (1913)
- Hiram Buys an Auto, regia di Colin Campbell – cortometraggio (1913)

#### 1914
- The Last Man's Club, regia di Edward LeSaint – cortometraggio (1914)
- Dawn, regia di Edward LeSaint – cortometraggio (1914)
- When the Night Call Came, regia di Edward LeSaint – cortometraggio (1914)
- Reporter Jimmie Intervenes, regia di Edward LeSaint – cortometraggio (1914)
- Willie, regia di Colin Campbell – cortometraggio (1914)
- Chip of the Flying U, regia di Colin Campbell – cortometraggio (1914)
- Who Killed George Graves?, regia di Edward LeSaint – cortometraggio (1914)
- A Typographical Error, regia di Edward LeSaint – cortometraggio (1914)
- Ye Vengeful Vagabonds, regia di Edward LeSaint – cortometraggio (1914)
- Hearts and Masks, regia di Colin Campbell – cortometraggio (1914)
- The Blue Flame, regia di Edward LeSaint – cortometraggio (1914)
- The Wasp, regia di Edward LeSaint – cortometraggio (1914)
- 'C D' - A Civil War Tale, regia di Edward LeSaint – cortometraggio (1914)
- The Broken 'X', regia di Edward LeSaint – cortometraggio (1914)

#### 1915
- The Black Diamond, regia di Edward LeSaint – cortometraggio (1915)
- Retribution, regia di Edward LeSaint – cortometraggio (1915)
- The Poetic Justice of Omar Khan, regia di Edward LeSaint – cortometraggio (1915)
- The Carpet from Bagdad, regia di Colin Campbell (1915)
- The Rosary, regia di Colin Campbell (1915)
- The Circular Staircase, regia di Edward LeSaint (1915)
- A Janitor's Wife's Temptation, regia di Dell Henderson (1915)

#### 1916
- Fighting Blood, regia di Oscar Apfel (1916)
- The Ne'er Do Well, regia di Colin Campbell (1916)
- A Man of Sorrow, regia di Oscar Apfel (1916)
- The Fires of Conscience, regia di Oscar Apfel (1916)

#### 1917
- The Marcellini Millions, regia di Donald Crisp (1917)
- A Roadside Impresario, regia di Donald Crisp (1917)

#### 1918
- The City of Purple Dreams, regia di Colin Campbell (1918)
- Rimrock Jones, regia di Donald Crisp (1918)
- The Only Road, regia di Frank Reicher (1918)
- Johanna Enlists, regia di William Desmond Taylor (1918)
- A Lady's Name, regia di Walter Edwards (1918)
- The Sea Flower, regia di Colin Campbell (1918)

#### 1919
- The Heart of Wetona, regia di Sidney Franklin (1919)
- Johnny Get Your Gun, regia di Donald Crisp (1919)
- For Better, for Worse, regia di Cecil B. DeMille (1919)
- Fires of Faith, regia di Edward José (1919)
- Daddy-Long-Legs, regia di Marshall Neilan (1919)
- Love Insurance, regia di Donald Crisp (1919)
- Her Kingdom of Dreams, regia di Marshall Neilan
- The Lottery Man, regia di James Cruze (1919)
- Heart o' the Hills, regia di Joseph De Grasse e Sidney Franklin (1919)
- Everywoman, regia di George Melford (1919)

#### 1920
- Scusi se le faccio mangiare polvere (Excuse My Dust), regia di Sam Wood (1920)
- The Sea Wolf, regia di George Melford (1920)
- The Soul of Youth, regia di William Desmond Taylor (1920)

- The Round-Up, regia di George Melford (1920)
- Behold My Wife, regia di George Melford (1920)
- Dice of Destiny, regia di Henry King (1920)

#### 1921
- Fatty e i suoi milioni (Brewster's Millions), regia di Joseph Henabery (1921)
- What Every Woman Knows, regia di William C. de Mille (1921)
- Il codardo (The Bronze Bell), regia di James W. Horne (1921)
- A Wise Fool, regia di George Melford (1921)
- Gasoline Gus, regia di James Cruze (1921)
- The Face of the World, regia di Irvin Willat (1921)
- Fragilità, sei femmina! (The Affairs of Anatol), regia di Cecil B. DeMille (1921)
- A Prince There Was, regia di Tom Forman (1921)
- The Little Minister, regia di Penrhyn Stanlaws (1921)

#### 1922
- L'uomo con due madri (Man with Two Mothers), regia di Paul Bern (1922)
- The Crimson Challenge, regia di Paul Powell (1922)
- North of the Rio Grande, regia di Rollin S. Sturgeon (1922)
- While Satan Sleeps, regia di Joseph Henabery (1922)
- Borderland, regia di Paul Powell (1922)
- To Have and to Hold, regia di George Fitzmaurice (1922)
- Peg del mio cuore (Peg o' My Heart), regia di King Vidor (1922)

#### 1923
- The Go-Getter, regia di Edward H. Griffith (1923)
- Il minareto in fiamme (Law of the Lawless), regia di Victor Fleming (1923)
- Where the North Begins, regia di Chester M. Franklin (1923)
- To the Last Man, regia di Victor Fleming (1923)
- The Call of the Canyon, regia di Victor Fleming (1923)

#### 1924
- The Mine with the Iron Door, regia di Sam Wood (1924)
- Thundering Hoofs, regia di Albert S. Rogell (1924)
- The Age of Innocence, regia di Wesley Ruggles (1924)

#### 1927
- Il re dei re (The King of Kings), regia di Cecil B. DeMille (1927)

### Regista

#### 1912
- Brains and Brawn – cortometraggio (1912)
- The Old Stagecoach – cortometraggio (1912)
- In Exile – cortometraggio (1912)
- Pansy – cortometraggio (1912)
- The Lake of Dreams – cortometraggio (1912)
- The Vow of Ysobel – cortometraggio (1912)
- The Girl and the Cowboy – cortometraggio (1912)
- The Man from Dragon Land – cortometraggio (1912)
- A Messenger to Kearney – cortometraggio (1912)
- The Box Car Baby – cortometraggio (1912)
- How the Cause Was Won – cortometraggio (1912)

#### 1913
- The Woodman's Daughter – cortometraggio (1913)
- Seeds of Silver – cortometraggio (1913)
- In the Days of Witchcraft – cortometraggio (1913)
- Buck Richard's Bride – cortometraggio (1913)
- A Flag of Two Wars – cortometraggio (1913)
- The Unseen Defense – cortometraggio (1913)
- Fate Fashions a Letter – cortometraggio (1913)
- The Lonely Heart – cortometraggio (1913)
- Nan of the Woods – cortometraggio (1913)
- The Rancher's Failing – cortometraggio (1913)
- Bumps and Willie – cortometraggio (1913)
- The Dream of Dan McQuire – cortometraggio (1913)
- The Bridge of Shadows – cortometraggio (1913)
- As a Father Spareth His Son – cortometraggio (1913)
- The Probationer – cortometraggio (1913)
- A Cure for Carelessness – cortometraggio (1913)
- Mounted Officer Flynn – cortometraggio (1913)
- The Mysterious Way – cortometraggio (1913)

#### 1914
- The Charmed Arrow – cortometraggio (1914)
- Through the Centuries – cortometraggio (1914)
- Tested by Fire – cortometraggio (1914)
- Elizabeth's Prayer – cortometraggio (1914)
- While Wifey Is Away – cortometraggio (1914)
- The Midnight Call – cortometraggio (1914)
- When Thieves Fall Out – cortometraggio (1914)
- The Squatters – cortometraggio (1914)

#### 1916
- The Stained Pearl
- Crooked Road

### Sceneggiatore
- An Assisted Elopement, regia di Colin Campbell – cortometraggio (1912)
- The Dream of Dan McQuire, regia di Fred Huntley – cortometraggio (1913)